# 馬豸 (嘉靖舉人)
參數所指定的目標頁面不存在，建議更正成存在頁面或直接建立下列一個頁面（建立前請先搜尋是否有合適的存在頁面可以取代）：
- 马豸

馬豸（16世紀—16世紀），山西大同府大同縣人，明朝政治人物。

## 生平
馬豸的文章得文人推崇，在嘉靖元年（1521年）中舉人，授薊州知州，調官鎮江同知，於當地訓練水兵，盜賊收斂，署任丹陽縣知縣時開闢馬嘶港便利人民。之後他擢官南京戶部廣東司員外郎，隆慶四年（1570年）陞河南壽州兵備道僉事，改潁州兵備道僉事，潁州多盜賊，號稱難治，他就多方擒捕，人民因此安穩；泗水衝嚙侵蝕堤岸，多次修補也無補於事，馬豸親自監督料理，堤壩終於堅厚耐侵蝕，因父母去世，憂傷得病，行至廣陵時去世。
馬豸兒子馬呈德是萬曆庚子解元，庚戌進士，任中書舍人。

## 引用
1. 1 2  嘉慶《同安縣志·卷三十一·人物》：馬豸，明嘉靖壬午舉人，文章行誼為士林望，初守薊州，遷鎮江府同知，防江練舟師，盜賊屏跡，署丹陽，諸廢聿興，開馬嘶港為一邑永利；擢戶部員外，尋陞潁州兵備僉事，潁多盜難治，豸多方擒之，民賴以安，泗水衝嚙，有司堤之輙壞，豸親督料理乃堅厚可久焉，憂歸哀毀得疾，行至廣陵卒。子呈德，萬厯庚子解元，庚戌進士，官中書舍人。 府志
2. ↑  《明穆宗莊皇帝實錄·卷四十四》：（隆慶四年四月癸丑）起補前山東按察司副使陳奎于廣東廵視海道；陞河南懷慶府知府紀誡為山西按察司副使，駐井陘；河南歸德府同知姜廷珤為河南按察司僉事，駐陳州；南京戶部廣東司員外郎馬豸為河南按察司僉事，整飭壽州等處兵備。